# گواهی کلید عمومی
در رمزنگاری، گواهی کلید عمومی (یا گواهی دیجیتال یا گواهی هویت) یک سند الکترونیکی است که از امضای دیجیتال برای اتصال یک کلید عمومی با هویت مثل نام شخص یا سازمان، آدرس و... استفاده می کند. این گواهی را می توان به منظور بررسی تعلق داشتن کلید عمومی به یک فرد مورد استفاده قرار داد.
در یک زیرساخت کلید عمومی معمولی، امضا از طرف یک مرجع صدور گواهی دیجیتال یا CA خواهد بود. در الگوی web of trust، امضا متعلق به یک کاربر Self-signed certificate معلوم یا کاربران دیگر است. در هر دو حالت، امضاهای موجود بر روی گواهی، تاییدیه ای مبنی بر مرتبط بودن هویت اطلاعات و کلید عمومی توسط امضا کننده است.

## مطالعه بیشتر
- امنیت اینترنت
- مقدمه ای بر امنیت اطلاعات شبکه بایگانی‌شده  در ۲ دسامبر ۲۰۱۴ توسط Wayback Machine
- نظارت بر امنیت با سیستم امنیتی MARS سیسکو
- شبکه‌های خود دفاعی: نسل بعدی در امنیت شبکه
- کاهش خطرات تهدید امنیتی و پاسخ به آنها (آشنایی با CS-MARS)
- استقرار دیوار آتش مبتنی بر محل
- امنیت شبکه: ارتباطات خصوصی در دنیای عمومی؛ چارلی کافمن، رادیا پرلمن و مایک اسپسینر، انتشارات Prentice-Hall، سال ۲۰۰۲
- امنیت زیرساختی شبکه